# Emilie Kempin-Spyri

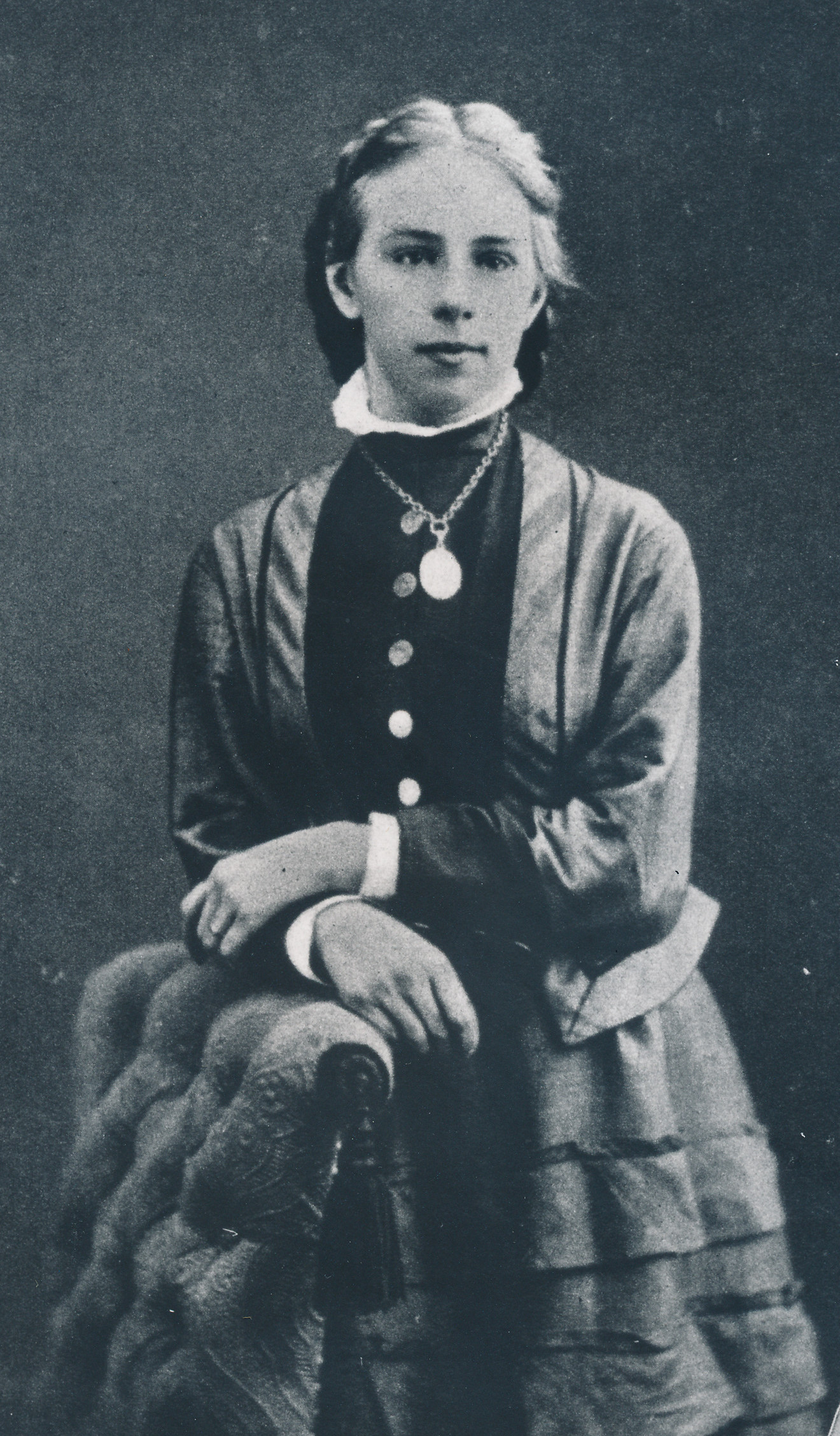
Emilie Kempin-Spyri, ca. 1885

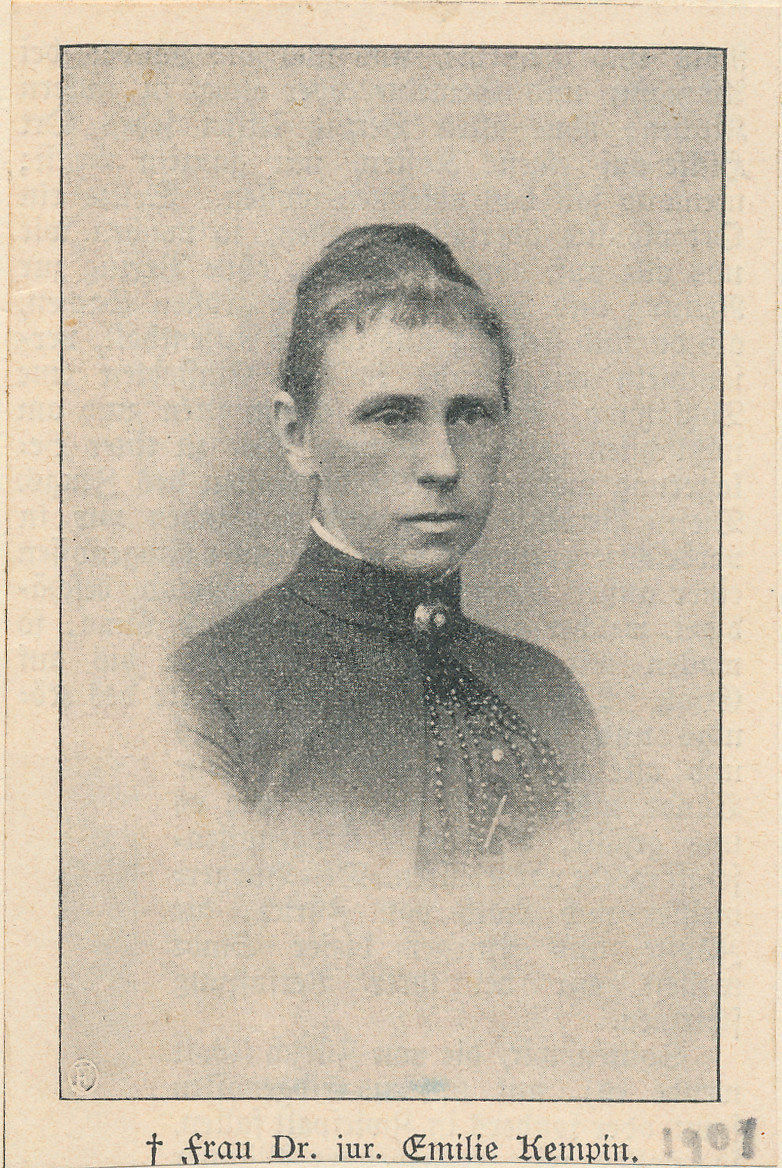
Emilie Kempin-Spyri, ca. 1901

Emilie Kempin-Spyri geborene Spyri (* 18. März 1853 in  Altstetten; † 12. April 1901 in Basel) war eine Schweizer Juristin. Sie war die erste Schweizer Juristin, die in der Schweiz promoviert wurde und sich habilitierte. Da sie jedoch nicht als Anwältin praktizieren durfte, wanderte sie nach New York City aus, wo sie an einer von ihr gegründeten Rechtsschule für Frauen unterrichtete.

## Leben
Emilie Kempin-Spyri war eine Tochter des Pfarrers Johann Ludwig Spyri und eine Nichte der Autorin Johanna Spyri. Kempin-Spyri immatrikulierte sich 1883 an der Universität Zürich als erste Schweizerin an der Juristischen Fakultät. Im Juli 1887 wurde sie mit der Dissertationsschrift Die Haftung des Verkäufers einer Fremden Sache zur ersten Doktorin der Rechte Europas promoviert. Im selben Jahr wurde Meta von Salis an der philosophischen Fakultät promoviert. Durch das fehlende «Aktivbürgerrecht» (Wahlrecht) war Kempin-Spyri das Anwaltspatent verwehrt. Ihre Klage vor dem Bundesgericht zu einer Neubewertung des Artikels 4 der Bundesverfassung, wonach der Begriff «Schweizer» in der Verfassung sowohl Männer als auch Frauen umfasse (generisches Maskulinum), so wie die Frauen auch aufgrund anderer Formulierungen der geltenden Verfassung selbstverständlich mit gemeint waren, wurde abgewiesen mit der Begründung, dass diese Sichtweise «ebenso neu als kühn» sei.
Nachdem sie auch als Dozentin an der Universität Zürich abgewiesen worden war, wanderte sie 1888 mit ihrer Familie für kurze Zeit nach New York aus, wo sie das erste Women Law College gründete. Wegen des Heimwehs ihres Mannes Walter Kempin, der sich in New York nie akklimatisieren konnte, kehrte die Familie in die Schweiz zurück.
Bereits 1888 wurde Kempins Werdegang beim Allgemeinen Deutschen Frauenverein erwähnt. 1892 fertigte sie im Auftrag des Vereins die Broschüre Die Stellung der Frau nach den zur Zeit in Deutschland gültigen Gesetzes-Bestimmungen sowie nach dem Entwurf eines bürgerlichen Gesetzbuches für das Deutsche Reich an. Für Kempin war dies der Beginn verschiedener Publikationstätigkeiten, insbesondere zur Reform des Familienrechts in Deutschland und der Schweiz.
1891 stellte Emilie Kempin-Spyri ein erneutes Gesuch um Habilitation an die Universität Zürich. Obwohl der Universitätssenat dies erneut ablehnte, erhielt sie vom Erziehungsdepartement die Venia Legendi als Ausnahme. Am 4. März 1891 hielt sie ihre Antrittsvorlesung als Privatdozentin über den Sherman Antitrust Act. Von da an unterrichtete sie bis zum Sommersemester 1895 wöchentlich mit zwei bis vier Stunden an der Universität Zürich. Sie konnte sich mit dieser Beschäftigung finanziell nicht über Wasser halten. Ab 1895 lehrte Emilie Kempin-Spyri Handels- und Wechselrecht an der Handelsklasse der Höheren Töchterschule. Im selben Jahr liess sie sich beurlauben und ging nach Berlin, wo sie sich als Hörerin für Vorlesungen im Familienrecht an der Friedrich-Wilhelms-Universität einschrieb. Im Jahre 1895 setzte sich Kempin verstärkt für die individuelle Freiheit von Frauen ein. Ab 1896 dozierte sie an der Humboldt-Akademie Privatrecht und Deutsches Familienrecht. Sie liess sich nun definitiv in Berlin nieder.
Zeitlebens kämpfte Kempin-Spyri für ihre Zulassung als Anwältin und zerbrach schliesslich an diesem erfolglosen Kampf sowie an hinzugekommenen privaten Problemen nach der Scheidung von ihrem Mann 1896. Im September 1897 wurde sie wegen Geisteskrankheit in die Heil- und Pflegeanstalt Berolinum in Berlin-Lankwitz eingewiesen. 1898 wurde sie entmündigt. Im März 1899 wurde sie nach Basel in die «Irrenanstalt Friedmatt» verlegt. Ob sie tatsächlich geisteskrank war, ist umstritten. Im gleichen Jahr bewarb sie sich vergeblich um eine Anstellung bei der Familie von Alfred Altherr.
1901 starb sie verarmt in Basel an Gebärmutterkrebs. Ihre letzte Ruhestätte fand sie auf dem 1890 eröffneten und 1931 aufgehobenen Horburggottesacker in Basel.
Dank Emilie Kempin-Spyri wurde 1898 ein neues Anwaltsgesetz im Kanton Zürich eingeführt, das Frauen trotz fehlendem Aktivbürgerrecht erlaubte, den Anwaltsberuf auszuüben. Bundesweit wurde diese Bestimmung erst 1923 durchgesetzt.

## Schriften
- Die Haftung des Verkäufers einer fremden Sache. Furrer, Zürich 1887. (Digitalisat)
- Die Rechtsquellen der Gliedstaaten und Territorien der Vereinigten Staaten von Amerika mit vornehmlicher Berücksichtigung des bürgerlichen Rechts. Orell Füssli, Zürich 1892.
- Die Stellung der Frau nach den zur Zeit in Deutschland gültigen Gesetzesbestimmungen, sowie nach dem Entwürfe eines bürgerlichen Gesetzbuches für das Deutsche Reich. Hg. Allgemeiner Deutscher Frauenverein. Schäfer, Leipzig 1892.
- Die Ehefrau im künftigen Privatrecht der Schweiz. Müller, Zürich 1894. (Digitalisat)
- Die Rechtsstellung der Frau. Taendler, Berlin 1895. (Digitalisat)
- Rechtsbrevier für deutsche Ehefrauen. 52 Merksprüche aus dem bürgerlichen Gesetzbuch mit Erläuterungen. Heine, Berlin 1897.

## Würdigungen
- Die Zürcher Frauenzunft Gesellschaft zu Fraumünster ehrte am 19. April 2004 Emilie Kempin-Spyri als eine Zürcherin, die trotz hervorragender Verdienste in Vergessenheit geraten ist; der Anlass fand unter dem Patronat der Universität Zürich statt.[8][9] Die damals enthüllte provisorische Ehrentafel wurde am 28. Mai 2009 durch die definitive Ehrentafel im Foyer der Bibliothek des Rechtswissenschaftlichen Instituts ersetzt.[10]
- Im Rahmen eines Festakts wurde am 22. Januar 2008 im Lichthof der Universität Zürich ein von Pipilotti Rist gestaltetes Denkmal in Form einer überdimensionierten Chaiselongue enthüllt; damit wird die Rolle Kempin-Spyris als erste Privatdozentin der Universität Zürich und als Pionierin für die Gleichberechtigung der Frau gewürdigt.[11][12]
- Emily Kempin-Spyris Leben wurde in Eveline Haslers Buch Die Wachsflügelfrau literarisch aufgearbeitet.
- In Altstetten wurde der Emilie-Kempin-Spyri-Weg nach ihr benannt.
- Seit 2021 verleiht der Schweizer Anwaltsverband (SAV) ihr zu Ehren den Emilie Kempin-Spyri-Preis.[13]

## Filme
- Rahel Grunder: Emilie Kempin-Spyri – Europas erste Juristin. Dokumentarfilm. 52 Minuten, Schweiz 2015.[14]